# أرتور نيتو
أرتور نيتو (بالبرتغالية: Arthur Neto) هو لاعب كرة قدم ومدرب كرة قدم برازيلي، ولد في 17 يناير 1955 في ريو دي جانيرو في البرازيل.

## وصلات خارجية
- أرتور نيتو على موقع قاعدة بيانات كرة القدم.إي يو (الإنجليزية)
- أرتور نيتو على موقع عالم كرة القدم.نت (الإنجليزية)